# Кукушки конак
Кукушкият конак (на гръцки: Παλιό Διοικητήριο) е административна сграда в град Кукуш, Гърция, обявена за паметник на културата.
Сградата е построена в началото на XX век от османските власти, като седалище на управата на каза Аврет Хисар. След като Кукуш попада в Гърция в 1913 година сградата продължава да се използва за административни нужди до 80-те години – бежанската служба, командването на жандармерията, данъчната служба, държавната хазна, пощата и телеграфът и инспекторатът на основните училища. През Втората световна война в нея е разположено командването на германските окупационни части. До 1978 година в нея е разположена номархията – областната управа на ном Кукуш.
В архитектурно отношение е типичен пример на повлияна от Запада османска архитектура. Представлява триетажна неокласическа сграда със симетрия на фасадите и хармонични размери и организация на пространствата. Централната фасада има полукръгло външно стълбище с две рамена с метален парапет, които се събират на централна площадка с входа към втория етаж. На фасадите има много декоративни неокласически елементи – пиластри, рамки и прочее.
В 1985 година сградата като „произведение на изкуството“ е обявена за паметник на културата.